# Dujkerczyk
Dujkerczyk (Philantomba) – rodzaj ssaków z podrodziny antylop (Antilopinae) w obrębie rodziny wołowatych (Bovidae).

## Rozmieszczenie geograficzne
Rodzaj obejmuje gatunki występujące w Afryce. 

## Morfologia
Długość ciała 50–75 cm, długość ogona 6–16 cm, długość ucha 4,3–5,3 cm, wysokość w kłębie 30–42 cm; długość rogów 2,2–6,25 cm; masa ciała 3,9–12,6 kg. Wzór zębowy: I {\displaystyle {\tfrac {0}{3}}} C {\displaystyle {\tfrac {0}{1}}} P {\displaystyle {\tfrac {3}{3}}} M {\displaystyle {\tfrac {3}{3}}} (x2) = 32.

## Systematyka
Rodzaj zdefiniował w 1840 roku brytyjski zoolog Edward Blyth w rozdziale zatytułowanym Ssaki, ptaki i gady w kontynuacji publikacji Cuviera o tytule Królestwo zwierząt Cuviera: ułożone według organizacji, stanowiące podstawę historii naturalnej zwierząt i wstęp do anatomii porównawczej: zilustrowane trzystoma rycinami na drewnie|. Gatunkiem typowym jest (oznaczenie monotypowe) dujkerczyk karłowaty (P. maxwellii).

### Etymologia
- Philantomba: etymologia niejasna, Blyth nie wyjaśnił znaczenia nazwy rodzajowej, być może jest to zniekształcenie liberyjskiej nazwy „Fulintongue” dla dujkerczyka karłowatego[7].
- Guevei: rodzima, senegalska nazwa dla dujkerów[8]. Gatunek typowy: Gray wymienił kilka gatunków – Capra pygmea Linnaeus, 1758, Cephalophus punctulatus J.E. Gray, 1846 (= Antilope silvicultrix Afzelius, 1815), Antilope maxwellii C.H. Smith, 1827,  Cephalophus whitfieldii J.E. Gray, 1850 (= Antilope maxwellii C.H. Smith, 1827) i Cephalophus melanorheus[a] J.E. Gray, 1846 – z których gatunkiem typowym jest (późniejsze oznaczenie) Antilope maxwellii C.H. Smith, 1827.

### Podział systematyczny
Gatunki należące do tego rodzaju są blisko spokrewnione z rodzajem dujker (Cephalophus), z którego zostały wyodrębnione. Z tego powodu przez dłuższy czas dwa wcześniej znane gatunki – dujkerczyk karłowaty i dujkerczyk modry – były przez część naukowców wymieniane pod nazwą rodzajową Cephalophus. W zależności od ujęcia systematycznego do rodzaju zalicza się 2 (P. maxwellii i P. monticola), 3 (P. maxwellii, P. monticola i P. walteri) lub 12 (P. aequatorialis, P. anchietae, P. bicolor, P. congica, P. defriesi, P. hecki, P. lugens, P. maxwellii, P. melanorheus, P. monticola, P. simpsoni i P. walteri) gatunków; tutaj klasyfikacja za Mammals Diversity Database i All the Mammals of the World (2023):
| Grafika | Gatunek               | Autor i rok opisu                                                          | Nazwa zwyczajowa     | Podgatunki         | Rozmieszczenie geograficzne | Podstawowe wymiary                       | Status IUCN |
| ------- | --------------------- | -------------------------------------------------------------------------- | -------------------- | ------------------ | --- | ---------------------------------------- | ----------- |
|         | Philantomba maxwellii | (C.H. Smith, 1827)                                                         | dujkerczyk karłowaty | 2 podgatunki       | Senegal i Gambia do wschodniej Ghany (prawdopodobnie ograniczony na wschodzie przez rzekę Wolta) oraz wyspy Yatward Island i Sherbro Island (Sierra Leone); zakres wysokości: 0–1400 m n.p.m. | DC: 55–75 cm DO: 8–16 cm MC: 6,5–12,5 kg | LC          |
|         | Philantomba walteri   | Colyn, J. Hulselmans, Sonet, Oudé, Winter, Natta, Nagy & E. Verheyen, 2010 | dujkerczyk skryty    | gatunek monotypowy | Togo, Benin, Nigeria (na zachód od rzeki Cross River); być może za zachód od rzeki Wolta (wschodnia Ghana) | DC: 55–75 cm DO: do 15 cm MC: 6–12 kg    | DD          |
|         | Philantomba monticola | (Thunberg, 1789)                                                           | dujkerczyk modry     | 10 podgatunków     | od rzeki Cross River (Nigeria) na wschód do południowo-zachodniego Sudanu Południowego, na południe do środkowej Angoli, Zambii, wschodniego Zimbabwe i środkowego Mozambiku, rozłączone populacje w południowej i południowo-wschodniej Południowej Afryki, także wyspa Bioko (Gwinea Równikowa) i wyspy archipelagu Zanzibar (Pemba, Zanzibar i Mafia); zakres wysokości: 0–3000 m n.p.m. | DC: 55–67 cm DO: 8–12 cm MC: 3,8–7,3 kg  | LC          |

Kategorie IUCN:  LC  – gatunek najmniejszej troski,  DD  – gatunki o nieokreślonym stopniu zagrożenia.